# Marisa Bartoli
Marisa Bartoli (Pola, 10 novembre 1942 – Trieste, 26 ottobre 2024) è stata un'attrice italiana.

## Biografia
Nasce a Pola, allora territorio italiano, nel 1942, figlia di Gianni Bartoli (sindaco di Trieste dal 1949 al 1957). Inizia a Trieste la frequentazione dei corsi di recitazione presso il Teatro Stabile, si trasferisce alla fine degli anni '50 a Roma per iscriversi all'Accademia Nazionale d'Arte Drammatica, per poi partecipare al Concorso Volti Nuovi indetto dalla Rai; questo le permette di debuttatre nel piccolo schermo ne La sciarpa diretta da Guglielmo Morandi.
Oltre a recitare in lavori televisivi, lavora anche nella prosa radiofonica; debutta nel cinema con il film La bambolona di Franco Giraldi, in tutto girerà 5 pellicole.

## Filmografia
- La bambolona, regia di Franco Giraldi (1968)
- Le inibizioni del dottor Gaudenzi, vedovo, col complesso della buonanima, regia di Giovanni Grimaldi (1971)
- La vittima designata, regia di Maurizio Lucidi (1971)
- Le avventure di Enea, regia di Franco Rossi (1974)
- La sculacciata, regia di Pasquale Festa Campanile (1974)

## Televisione

### Prosa televisiva Rai
- Il regalo, di Enrico Bassano, regia di Guglielmo Morandi, 1º marzo 1963.
- La sciarpa, regia di Guglielmo Morandi - miniserie  TV, 18 e 20 marzo 1963.
- Dopo la trasmissione, di Vladimiro Cajoli, regia di Guglielmo Morandi, 13 giugno 1963.
- Un ultimo sacrificio, commedia, regia di Alessandro Brissoni, 21 giugno 1963.
- L'amico a nolo, di Enrico Serretta, regia di Mario Landi, 19 luglio 1963.
- Grandezza naturale, di Henri Troyat, regia di Carlo Lodovici - film TV, 26 luglio 1963.
- La casalinga, di Renzo Nissim, regia di Gianvittorio Baldi, 7 agosto 1963.
- I cari mobili, d Enrico Bassano, regia di Leonardo Cortese, 30 ottobre 1963.
- Paura per Janet, regia di Daniele D'Anza, - miniserie TV, dal 2 al 18 dicembre 1963.
- Gli equivoci di una notte, di Oliver Goldsmith, regia di Edmo Fenoglio, 24 gennaio 1964.
- Biblioteca di Studio Uno - programma TV, episodio La primula rossa 4 aprile 1964.
- I tristi casi di Amos Barton, George Eliot, regia di Guglielmo Morandi, 6 giugno 1965.
- Le inchieste del commissario Maigret - serie TV,  episodio Maigret e i diamanti, 26 maggio 1968.
- Antony, di Alexandre Dumas (padre), regia di Giacomo Colli, 11 giugno 1968.
- La scomparsa di Leslie Howard, regia di Anton Giulio Majano, 5 dicembre 1968.
- Un baso, di Gino Rocca, regia di Carlo Lodovici, 28 dicembre 1968.
- Nero Wolfe, regia di Giuliana Berlinguer - serie TV,  episodio Veleno in sartoria, 21 e 28 febbraio 1969.
- Mancia competente, di Aladár László, regia di Guglielmo Morandi, 23 maggio 1969.
- Il profondo mare azzurro, di Terence Rattigan, regia di Anton Giulio Majano, 8 luglio 1969.
- Dream girl, di Elmer Rice, regia di Flaminio Bollini, 31 agosto 1969.
- Relazione di mare, di Raffaello Brignetti, regia di Enzo Battaglia, 10 ottobre 1969.
- Le donne balorde, episodio La Ferrarina Taverna, di Franca Valeri, regia di Giacomo Colli, 23 ottobre 1970.
- Giallo di sera, episodio La chiave 05, regia di Guglielmo Morandi, 6 aprile 1971.
- Epitaffio per George Dillon, regia di Fulvio Tolusso, trasmessa sul Secondo programma il 7 maggio 1971
- La casa di Bernarda Alba di Federico García Lorca, regia di Daniele D'Anza, teatro TV, 22 ottobre 1971.
- All'ultimo minuto, regia di Ruggero Deodato - serie TV, episodio Allarme a bordo, 30 ottobre 1971.
- Eneide, regia di Franco Rossi - serie TV, 1971-72
- Il campione in tasca, di Giuseppe D'Agata, regia di Mino Guerrini, 11 luglio 1972.
- I demoni, regia di Sandro Bolchi, 1972
- Olenka, da Anton Čechov, regia di Alessandro Brissoni, 15 e 22 marzo 1973.
- Il falco d'argento, di Stefano Landi, regia di Fulvio Tolusso, 22 giugno 1973.
- Il caso Lafarge, regia di Marco Leto, 4 puntate, dal 2 al 23 settembre 1973.
- La bottega del caffè, di Carlo Goldoni, regia di Edmo Fenoglio - teatro TV,  28 dicembre 1973.
- Nucleo centrale investigativo, episodio Il collier sotto la neve, regia di Vittorio Armentano, 16 aprile 1974.
- Roma, di Aldo Palazzeschi, regia di Enrico Colosimo, 12 luglio 1974.
- Philo Vance, episodio La strana morte del signor Benson, regia di Marco Leto - miniserie TV,  3 e 7 settembre 1974.
- Accadde a Lisbona, regia di Daniele D'Anza, 3 puntate - miniserie TV, dal 15 al 29 settembre 1974.
- La contessa Lara, regia di Dante Guardamagna, 23 e 25 marzo 1975.
- Adorabile Giulia, di Marc-Gilbert Sauvajon, regia di Fulvio Tolusso, 20 giugno 1975.
- La traversata, di Edith Bruck, regia di Nelo Risi, 7 maggio 1976.
- Le care mogli, di Roald Dahl, regia di Guido Stagnaro, 18 giugno 1976.
- Il Passatore, regia di Piero Nelli - miniserie TV 1977-78
- Madame Bovary, regia di Daniele D'Anza - miniserieTV, dal 7 aprile al 12 maggio 1978.
- I problemi di don Isidro, episodio L’orgoglio dei Sangiacomo, regia di Andrea Frezza, 20 ottobre 1978.
- Il delitto Paternò, regia di Gianluigi Calderone (1978)
- Paura sul mondo, regia di Domenico Campana, 11 e 13 febbraio 1979.
- Winchester M2, regia di Gian Pietro Calasso, 25 aprile 1979.
- Pronto Emergenza, regia di Marcello Baldi - serie TV, dal 3 al 15 marzo 1980.
- Delitto retrospettivo, di Agatha Christie, regia di Silverio Blasi, 27 maggio 1980.
- Una donna spezzata, regia di Marco Leto - miniserie TV, 15-16 febbraio 1989.

## Radio

### Prosa radiofonica Rai
- Finita la commedia, di Arthur Adamov, regia di Gian Domenico Giagni, 16 marzo 1965.
- Maribel e una famiglia singolare, di Miguel Mihura, regia di Alessandro Brissoni, 3 aprile 1965.
- Abramo, di Virgilio Melchiorre, regia di Francesco Dama, 19 aprile 1965.
- Il fiore sotto gli occhi, di Fausto Maria Martini, regia di Ernesto Cortese, 27 aprile 1965.
- L'aspirante diva, di Achille Campanile, regia di Massimo Scaglione, 24 maggio 1965.
- San Juan, di Max Aub, regia di Pietro Masserano Taricco, 22 giugno 1965.
- Il cugino Gerardo e la sua vendetta, di Enrico Roda, regia di Guglielmo Morandi, 12 puntate, dal 2 al 17 settembre 1968.
- Tutto un amore, di Gian Francesco Luzi, regia di Ernesto Cortese, 9 dicembre 1969.
- Guerra e pace, di Lev Tolstoj, regia di Vittorio Melloni, 40 puntate, dal 4 marzo al 26 aprile 1974.
- Il signor Dinamite, testo e regia di Guglielmo Morandi, 13 puntate, dal 3 al 19 marzo 1975.
- Il muro di nebbia, testo e regia di Ottavio Spadaro, 10 puntate, dal 16 al 27 febbraio 1976.
- Morte di un commesso viaggiatore, di Arthur Miller, regia di Sandro Rossi, 18 maggio 1981.

## Doppiaggio

### Film
- Vanessa Redgrave in Blow-Up